# Police (IV My People Remix) / L’argent pourrit les gens (B.O.S.S. Remix)
Pour les articles homonymes, voir Police.
Singles de Suprême NTM
Pass pass le oinj
(21 mars 2000) NTM le clash BOSS vs IV My People Round 1
(7 novembre 2000)
Police (IV My People Remix) / L’argent pourrit les gens (B.O.S.S. Remix) est un single de rap français sorti le 21 mars 2000 par le groupe Suprême NTM.

## Contenu
Ce single ne sort que sous le format disque vinyle 33 tours en 2000, soit plusieurs années après la sortie des albums dont il est tiré, à savoir Authentik sorti en 1991 et 1993... J'appuie sur la gâchette sorti en 1993. 
Le producteur Madizm du label IV My People créé par Kool Shen réalise le remix du titre Police tandis que celui du label B.O.S.S. créé par Joeystarr, DJ Spank, réalise celui du titre L'argent pourrit les gens.
Le succès de ce single amène la maison de disque Sony Music Entertainment et le label Epic Records à réaliser davantage de remixes du groupe avec la série Le Clash.

## Liste des titres
- Police (IV My People Remix)
- Police (IV My People Remix Instrumental)
- Police (A capella)
- L’argent pourrit les gens (B.O.S.S. Remix)
- L’argent pourrit les gens (B.O.S.S. Remix Instrumental)
- L’argent pourrit les gens (A capella)